# Monofluorid kyslíku
Monofluorid kyslíku je nestabilní anorganická sloučenina s chemickým vzorcem OF. Je to nejjednodušší fluorid kyslíku.

## Příprava
Monofluorid kyslíku je radikál, který může být připraven termickým nebo fotolytickým rozkladem difluoridu kyslíku:
OF2 → OF + F
Lze jej také připravit reakcí fluoru a ozonu:
F + O3 → OF + O2

## Atmosféra
V atmosféře se vyskytují radikály fluoru a kyslíku, jako O2F a OF. Tyto radikály se podílejí na ničení ozonu v atmosféře. Předpokládá se, že monofluoridové radikály nehrají tak významnou roli při poškozování ozonu, protože volné atomy fluoru v atmosféře reagují s methanem za vzniku kyseliny fluorovodíkové, která se sráží v dešti. Tím se snižuje dostupnost volných iontů fluoru pro atomy kyslíku se kterými reagují a ničí molekuly ozonu:
O3 + F → O2 + OF
O + OF → O2 + F